# Ćwiczenia warsztatowe
Ćwiczenia warsztatowe – polski film dokumentalny z 1986 roku w reżyserii i według scenariusza Marcela Łozińskiego. Film dokumentuje pracę ekipy filmowej, która najpierw rejestruje przebieg dziennikarskiej sondy ulicznej z udziałem przypadkowych osób, a następnie manipuluje obrazem i dźwiękiem, żeby wypowiedzi respondentów straciły pierwotne znaczenie.
Ćwiczenia warsztatowe były odczytywane jako alegoria polityczna pokazująca, jak łatwo współczesna telewizja może szerzyć propagandę za pomocą współczesnych technik montażowych. Film otrzymał Brązowego Lajkonika na Krakowskim Festiwalu Filmowym.